# Luca$
Luca$ est le dix-septième épisode de la vingt-cinquième saison de la série télévisée Les Simpson et le 547e épisode de la série. Il est sorti en première sur la chaîne américaine Fox le 6 avril 2014.

## Synopsis
Homer, après une nuit à boire chez Moe, se retrouve coincé sur l'aire de jeu pour enfants, ce qui entraîne le retard de Bart à l'école. Le principal Skinner ne croit pas à son excuse et veut le punir, mais Bart réussit à s'enfuir. Skinner le poursuit en voiture, mais tombe en panne, Bart se réfugiant dans sa cabane perchée, où s'est caché le Serpent pour échapper à la police. Le chef Wiggum interroge Bart, mais celui-ci couvre le malfrat. Lisa fait la connaissance d'un nouvel élève, appelé Lucas. Ce dernier, gros mangeur, tente de gagner un concours de nourriture et Lisa essaye de l'en empêcher pour ménager sa santé. Marge apprend les fréquentations de sa fille et ne veut pas de Lucas qu'elle imagine en futur gendre. Elle craint que sa fille n'épouse quelqu'un qui ressemble à son père, et Homer se sent offensé. Pendant ce temps, Bart reçoit toutes sortes de cadeaux de la part du Serpent en cavale en remerciement, mais Milhouse le découvre vite après le vol de sa tablette offerte à Bart. Il dénonce le voleur à la police, mais le Serpent réussit à prendre la fuite en prenant Wiggum en otage. Marge suggère à Homer d'inviter sa fille au restaurant en se comportant comme un gentleman, pour qu'elle ait une meilleure image de son père et donc des hommes. Homer accepte à contre-cœur de faire des efforts.

## Réception
Lors de sa première diffusion l'épisode a attiré 4,30 millions de téléspectateurs.